# Lateef Crowder Dos Santos
Lateef Crowder Dos Santos (Salvador de Bahía, 23 de noviembre de 1977) es un actor, actor de acrobacias y artista marcial estadounidense nacido en Brasil. Como miembro del equipo de especialistas ZeroGravity desde 2000, ha sido presentado en varios vídeos cortos en Internet, como Inmate 451. Es un profesional con experiencia de 35 años en el arte de la capoeira, su estilo más distintivo.

## Carrera
Santos es conocido por su aparición en Tom-Yum-Goong (conocida en América del Norte como The Protector), usando capoeira en una escena de pelea con Tony Jaa. Debido a una herida en su tendón de Aquiles, la escena fue acortada, pero desde entonces se ha recuperado, y apareció en la muestra de artes marciales Duel of Legends, lanzada en 2007. Debido a sus habilidades en capoeira y parecido con el personaje, Lateef Crowder interpretó a Eddy Gordo en la película Tekken. También ha aparecido en Undisputed III: Redemption en que protagoniza Scott Adkins y es dirigida por Isaac Florentine y también protagoniza en Mortal Kombat: Rebirth.

## Filmografía
| Año  | Película                                  | Papel                      |
| ---- | ----------------------------------------- | -------------------------- |
| 2005 | Tom yum goong                             | Capoerista                 |
| 2008 | Yeah Sure Okay                            | Yellow                     |
| 2008 | Beyond the Ring                           | Estudiante de Taekwondo #1 |
| 2008 | Ninja Cheerleaders                        | Bully de Karate            |
| 2009 | Never Surrender                           | Marco                      |
| 2009 | Red Velvet                                | Maniac                     |
| 2009 | Tekken                                    | Eddy Gordo                 |
| 2009 | Once Fallen                               | Santos Lobos               |
| 2009 | Duel of Legends                           | Peleador                   |
| 2010 | Fading of the Cries                       | Sylathus                   |
| 2010 | The Book of Eli                           |                            |
| 2010 | Slums 13                                  | Judge                      |
| 2010 | Undisputed 3                              | Andrago Silva              |
| 2010 | Mortal Kombat: Rebirth                    | Alan Zane/Baraka           |
| 2011 | Supah Ninjas                              | Rhymer Henchman            |
| 2012 | The Twilight Saga: Breaking Dawn - Part 2 | Santiago                   |
| 2014 | Falcon Rising                             | Carlo Bororo               |
| 2023 | Plan en familia                           | Neck Tattoo                |